# Jesús Ildefonso Díaz Díaz
Jesús Ildefonso Díaz Díaz (Toledo, 11 de desembre de 1950) és un matemàtic espanyol, especialitza en el camp de l'equació diferencial en derivades parcials. És professor a la Universitat Complutense de Madrid (UCM) (1982) i acadèmic de la Reial Acadèmia de Ciències Exactes, Físiques i Naturals (1997). També és Doctor "Honoris Causa" per la Universitat de Pau i Pays de l'Adour (1996).

## Biografia
El 1973 es va llicenciar en ciències matemàtiques a la Universitat Complutense de Madrid, on es va doctorar el 1976 sota la direcció d'Albert Dou i Mas de Xexàs i amb la tutela científica de Haïm Brezis (Univ. de Paris VI) i Philippe Benilan (Universitat de Besançon). El 1980 treballà com a professor agregat de la Universitat de Santander fins que el 1983 va obtenir la càtedra de matemàtiques aplicades de la Universitat Complutense de Madrid. De 1986 a 1994 fou director del Departament de Matemàtica Aplicada de la UCM.
Simultàniament, el 1979, va organitzar el Primer Congrés d'Equacions Diferencials i Aplicacions (CEDYA), que se celebra cada dos anys. El 1990 també va fundar la Societat Espanyola de Matemàtica Aplicada (SEMA), de la que en fou president el 1991, i de 1996 a 2001 formà part del Comitè per refundar la Reial Societat Matemàtica Espanyola. El 1996 fou nomenat acadèmic de la Reial Acadèmia de Ciències Exactes, Físiques i Naturals, ingressant el 1997 amb el discurs "El mundo de la ciencia y las matemáticas del mundo".
Ha treballat intensament en moltes àrees de matemàtiques aplicades, com teoria i aspectes d'Equació diferencial en derivades parcials aplicades a models de mecànica de fluids (incloent física de plasma), models de geofísica (Climatologia, Glaciologia, viscoelasticitat, ..), models de reacció-difusió, elasticitat i models d'homogeneïtzació, teoria de control models, entre molts altres (semiconductors, equacions no lineals de Ginzburg-Landau i Schrödinger). També ha treballat en eines d'anàlisi no lineal, més a prop de les matemàtiques pures, com ara estimacions de gradient, etc.

## Obres
- Soluciones con soporte compacto para ciertos problemas no lineales (1976)
- Técnicas de supersoluciones locales para problemas estacionarios no lineales. Aplicación al estudio de flujos subsónicos (1982)
- Simetrización de problemas parabólicos no lineales: Aplicación a ecuaciones de reacción‑difusión (1991)
- Nanociencia, nanotecnología y defensa (obra col·lectiva, 2014)